# Henry M. Hoenigswald
Henry M. Hoenigswald (* 17. April 1915 in Breslau; † 16. Juni 2003 in Haverford, Pennsylvania) war ein deutsch-US-amerikanischer Linguist. Sein deutscher Geburtsname war Heinrich Max Franz Hönigswald.

## Leben und Wirken
Der aus einer jüdischen Familie stammende Heinrich Hoenigswald, Sohn des Philosophen Richard Hönigswald, besuchte zunächst das Johannesgymnasium Breslau und legte dann 1932 seine Abiturprüfung in München ab, wo sein Vater Philosophieprofessor war. Anschließend studierte er Vergleichende Sprachwissenschaft und zwar von 1932 bis 1933 an der Universität München, von 1933 bis 1934 an der Universität Zürich, von 1934 bis 1936 an der Universität Padua und schließlich bis 1937 an der Universität Florenz. Seine Promotion erfolgte 1936/37 an der Universität Florenz. An dieser Universität war er bis 1938 wissenschaftlicher Mitarbeiter im Bereich der etruskischen Studien. Im Jahre 1939 übersiedelte er in die USA und unterrichtete als Dozent an verschiedenen Hochschulen. Seit 1948 hatte er eine Professur an der University of Pennsylvania inne, die er bis zum Eintritt in den Ruhestand 1985 versah. Gastprofessuren führten ihn an eine Reihe weiterer Universitäten in den USA und Belgien. Seine Veröffentlichungen betreffen vor allem die Historische Linguistik.
Hoenigswald erhielt mehrere Ehrendoktorwürden und gehörte eine Reihe von wissenschaftlichen Gesellschaften an. So wurde er 1971 Mitglied der American Philosophical Society, 1974 der American Academy of Arts and Sciences, 1986 der British Academy und 1988 der National Academy of Sciences.
Henry M. Hoenigswald war seit 1944 verheiratet mit der Klassischen Philologin Gabriele Schöpflich-Hoenigswald (1912–2001).

## Veröffentlichungen (Auswahl)
- Language change and linguistic reconstruction. University of Chicago Press, Chicago 1960 (mehrere Aufl., zuletzt 1974).
- (Mithrsg.): Indo-European and Indo-Europeans. Papers. University of Pennsylvania Press, Philadelphia 1970, ISBN 0-8122-7574-8.
- (Hrsg.): Diachronic, areal and typological linguistics (= Current trends in linguistics, Bd. 11). Mouton, The Hague 1973, ISBN 90-279-2521-6.
- Studies in formal historical linguistics (= Formal linguistics series, Bd. 3). Reidel, Dordrecht 1973, ISBN 90-277-0270-5.
- Gibt es Universalien des Sprachwandels? In: Gudula Dinser (Hrsg.): Zur Theorie der Sprachveränderung (= Skripten Linguistik und Kommunikationswissenschaft, Bd. 3). Scriptor-Verlag, Kronberg/Ts. 1974, S. 113–144, ISBN 3-589-00080-5.
- Spoken Hindustani.  Spoken Language Services, Ithaca, N.Y. 1976, ISBN 0-87950-110-3 (erschien ursprünglich 1945).
- Intentions, assumptions, and contradictions in historical linguistics. In: Roger W. Cole (Hrsg.): Current issues in linguistic theory. Indiana University Press, Bloomington 1977, S. 168–193, ISBN 0-253-31608-1.
- The Annus Mirabilis 1876 and Posterity. In: Transactions of the American Philosophical Society 1978, S. 17–35.
- (Hrsg.): The European background of American linguistics. Foris Pub., Dordrecht 1979, ISBN 90-70176-03-3.
- (Hrsg., mit Linda F. Wiener): Biological Metaphor and cladistic classification. An interdisziplinary perspective. University of Pennsylvania Press, Philadelphia 1987, ISBN 0-8122-8014-8.
- Descent, perfection and the comparative method since Leibniz. In: Tullio De Mauro u. a. (Hrsg.): Leibniz, Humboldt, and the origins of comparativism (= Amsterdam studies in theory and history of linguistic sciences. Series 3, Bd. 49). Benjamins, Amsterdam 1990, S. 119–132, ISBN 90-272-4532-0.
- Comparative method, internal reconstruction, typology. In: Edgar C. Polomé (Hrsg.): Reconstructing languages and cultures (= Trends in linguistics. Studies and monographs, Bd. 48). Mouton de Gruyter, Berlin 1992, S. 23–34, ISBN 3-11-012671-0.
- On the history of the comparative method. In: Anthropological linguistics, Bd. 35 (1993), S. 54–65.
- Zu Leben und Werk von Richard Hönigswald. In: Wolfdietrich Schmied-Kowarzik (Hrsg.): Erkennen – Monas – Sprache. Internationales Richard-Hönigswald-Symposion Kassel 1995. Würzburg 1997, ISBN 3-8260-1311-5, S. 425–436.
- Phonological universals. In: Edgar C. Polomé (Hrsg.): Language change and typological variation. In honor of Winfred P. Lehmann on the occasion of his 83rd birthday. Bd. 1. Institute for the Study of Man, Washington D.C. 1999, S. 201–231, ISBN 0-941694-68-2.